# 雷伯氏遺傳性視神經萎縮症
雷伯氏遺傳性視神經萎縮症（Leber’s hereditary optic neuropathy，簡稱LHON）是一種粒線體遺傳疾病，患者视网膜神經節細胞和其轴突退化，造成急性或亞急性失明。此疾病常發生在年輕男性。突變的基因位於粒線體基因組，而胚胎的粒線體都來自卵子，因此該突變僅由母系遺傳，男性並不會把致病基因傳給子代。LHON通常是由以下三種粒線體DNA點突變的其中一種造成：第11778號核苷酸由G突變為A、第3460號由G突變為A、或第14484號由T轉變為C，這幾個突變分別位於電子傳遞鏈複合體I的ND4、ND1和ND6蛋白質次單元的基因中，負責粒線體內氧化磷酸化的進行。